# Порфирій Луцик
Порфирій Луцик (у світі — Петро Луцик; 5 січня 1896, Пархач, Львівщина — 9 серпня 1952, Новосибірськ, в'язниця ГУЛАГу СССР) — український релігійний діяч, ієромонах Чину Святого Василія Великого, ігумен Крехівського монастиря.
Жертва російського окупаційного терору.

## Життєпис
Народився 5 січня 1896 року в с. Пархач Сокальського повіту (нині с. Межиріччя Сокальського району Львівської області) в сім'ї Івана Луцика сина Семена і Анастасії з роду Котик та Параскевії дочки Василя Шевчука і Татіяни з дому Лемеха. Охрестив його 8 січня 1896 року о. Сильвестр Кізима, ЧСВВ. Початкову освіту здобув у рідному селі, гімназійні студії розпочав у Сокальській гімназії, де провчився два роки (1907—1909), після чого перевівся до Конвікту отців василіян у Бучачі й продовжив навчання в Бучацькій державній гімназії (1909—1911).
Після четвертого класу 7 вересня 1911 року вступив до Василіянського Чину на новіціят у Крехівський монастир, де 24 квітня 1913 року вже як брат Порфирій склав перші монаші обіти. По обітах розпочав навчання на гуманістиці в Крехові. На початку Першої світової війни перший місяць був санітаром в Чорткові. У травні 1919 року під час польсько-української війни, разом з ченцями Крехівського і Жовківського монастирів (разом 42 отців і братів), був вивезений до концентраційного табору у Домб'є біля Кракова. Після кількамісячного перебування в Домб'є, призначений довершувати філософію в Лаврівський монастир, де 7 липня 1920 року склав вічні обіти. 1920/1921 навчальний рік бр. Порфирій Луцик провів у Бучацькому Місійному інституті імені святого Йосафата, де викладав латинську мову в трьох гімназійних класах та каліграфію в першому гімназійному класі. Богословські студії закінчив у Папському Григоріянському університеті в Римі упродовж 1921—1924 років. Ієрейські свячення отримав 31 жовтня 1924 року.
Був вікарієм, сотрудником адміністратора парафії та катехитом у Перемишлі (1924—1931), вікарієм і провідником Апостольства молитви та Марійської дружини в Жовкві (1931—1933), а 28 грудня 1933 року отримав призначення на ігумена Крехівського монастиря. Під час першої радянської окупації (1939—1941) був адміністратором парафії в с. Ванів на Сокальщині. З початком міжсоюзницької війни Німеччини та Московщини переселився до Бучача. У 1942—1943 роках проживав у монастирі в Чорткові.
У 1945 році о. Порфирій Луцик переїхав до Львова, де таємно займався душпастирською діяльністю. 24 листопада 1948 року у Львові, коли о. Порфирій виходив з дому, був заарештований співробітниками КДБ, а вже 31 грудня 1948 року був засуджений Львівським облсудом на 10 років позбавлення волі у виправно-трудових таборах за відмову підкоритися умовам Львівського псевдособору 1946, на якому ліквідовано греко-католицьку ієрархію в Україні. Спочатку утримувався у тюрмі на Лонцького у Львові, де захворів на туберкульоз, згодом — у Золочівській в'язниці, відтак етапований вглиб СРСР, де перебував у зонах довкола Новосибірська. Помер 9 серпня 1952 року в Новосибірську.

### Беатифікаційний процес
Від 2001 року триває беатифікаційний процес прилучення о. Порфирія Луцика до лику блаженних.